# Kościół św. Józefa w Raczynie
Kościół świętego Józefa w Raczynie – rzymskokatolicki kościół parafialny należący do parafii pod tym samym wezwaniem (dekanat chodzieski archidiecezji gnieźnieńskiej).
Jest to świątynia wzniesiona w latach 1895–1896 dla miejscowej społeczności ewangelickiej. Od 1946 roku pełni funkcję rzymskokatolickiego kościoła parafialnego. Budowla posiada ceglane elewacje, nakryta jest dachem dwuspadowym, charakteryzuje się wieżą umieszczoną centralnie od strony zachodniej. Świątynia jest przykładem historyzmu naśladującego architekturę romańską i gotycką. Kościół razem z pastorówką są jednorodnym pod względem architektury i funkcji zespołem sakralnym charakterystycznym dla dziewiętnastowiecznego budownictwa.